# اوبرنهوف
اوبرنهوف (به آلمانی: Obernhof) یک شهر در آلمان است که در Verbandsgemeinde Nassau واقع شده‌است. اوبرنهوف ۳۸۹ نفر جمعیت دارد.